# Jorge Couto
Jorge Couto (Ponta Delgada, 21 de Fevereiro de 1951) é um historiador português, professor aposentado da Universidade de Lisboa e investigador do Centro de História da mesma Universidade, sendo considerado um dos principais especialistas lusos em História do Brasil. Exerceu os cargos de vereador da Câmara Municipal de Ponta Delgada (1974-1975), presidente do Instituto Camões (1998-2002), diretor da Biblioteca Nacional de Portugal (2005-2011) e diretor-geral do Instituto Português do Livro e das Bibliotecas (2010-2011).

## Biografia
É autor de numerosos livros, capítulos de livros, artigos, introduções e prefácios publicados em Portugal, Brasil, Espanha, França, Itália, Estados Unidos da América do Norte, México, Chile, China e Japão. Alguns de seus livros e artigos foram traduzidos para inglês, espanhol, francês e japonês. 

"O Colégio dos Jesuítas do Recife" (1990), Jorge Couto

O essencial de sua obra historiográfica centra-se na História do Brasil Colónia. Sua dissertação de mestrado, aprovada em 1990, versa o tema O Colégio dos Jesuítas do Recife e o destino de seu patrimônio (1759-1777). Sua tese de doutorado intitula-se O Patrimônio da Companhia de Jesus na Capitania-Geral de Pernambuco (Ceará, Rio Grande do Norte, Paraíba, Pernambuco e Alagoas), 1552-1808: aquisição, confisco e alienação.

"A Construção do Brasil" (1995), Jorge Couto

Em seu livro mais conhecido, A Construção do Brasil (Lisboa, 1995, 1997, 1998; Madrid, 1996; Rio de Janeiro, 2011), defende a tese da descobrimento do Brasil em 1498, por Duarte Pacheco Pereira, com base no estudo do manuscrito Esmeraldo de situ orbis, produzido pelo próprio navegador e cosmógrafo entre 1505 e 1507 e que ficou desaparecido por quase quatro séculos.
Para sustentar sua tese, Jorge Couto cruzou dados sobre as relações políticas entre Portugal e a Espanha à época, debruçou-se sobre interpretações minuciosas do Esmeraldo e de exemplares da cartografia da época, estudou os métodos usados no final do século XV para calcular a longitude e recorreu a relatos etnohistóricos sobre as antigas populações indígenas da Amazônia e aos resultados das recentes escavações dirigidas pela arqueóloga estadunidense Anna Curtenius Roosevelt,discípula de Donald Lathrap, na região de Santarém (nas margens do Tapajós) e  na ilha de Marajó (a maior ilha fluvio-marítima do mundo com cerca de 50 000 km2), situada na foz dos rios Amazonas e Pará e no encontro com o Atlântico. 
Colaborou com  o almirante Max Justo Guedes (1927-2011), ilustre historiador brasileiro da ciência náutica, tendo publicado em co-autoria Descobrimento do Brasil (Lisboa, 1998; Osaka, 2000). Os historiadores luso e brasileiro foram comissários científicos de uma exposição, acompanhada de catálogo e caderno didático, sobre o mesmo tema, realizada na Igreja da Graça, em Santarém, onde repousam os restos mortais de Pedro Álvares Cabra e que foi inaugurada pelo presidente Fernando Henrique Cardoso em Abril de 1998. São, também, autores de uma exposição volante (série de 23 painéis de grandes dimensões) com o mesmo título (em português e em inglês), organizada pela Comissão Nacional para as Comemorações dos Descobrimentos Portugueses no ano do V Centenário do Achamento do Brasil.

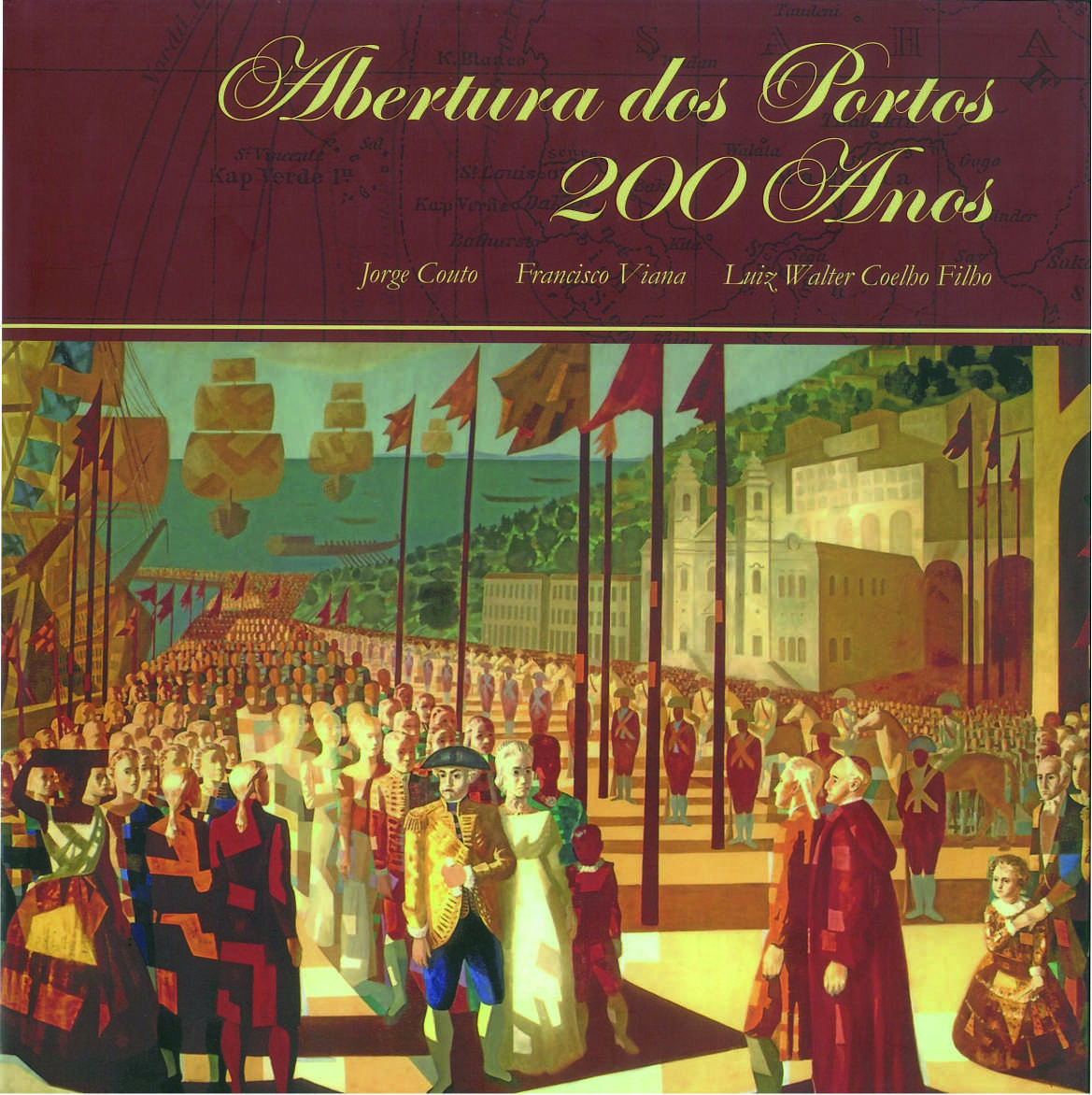
"Abertura dos Portos 200 anos" (2008), Jorge Couto, F. Vianna e L. W. Coelho Filho

Por ocasião do Bicentenário da Transferência da Corte Portuguesa para o Brasil (2008) publicou diversos livros, artigos em obras coletivas e catálogos de exposições editados em Lisboa, São Paulo, Rio de Janeiro, Salvador da Bahia e Paris, salientando-se as obra A América Portuguesa nas coleções da Biblioteca Nacional de Portugal e da Biblioteca da Ajuda (Lisboa, 2008) e, em coautoria, Abertura dos Portos, 200 Anos (Salvador,  Bahia, 2008). Coordenador do Colóquio Internacional 200ème anniversaire de l´arrivée de la famille royale portugaise au Brésil, Paris, Fundação Calouste Gulbenkian, Maio de 2008. Dirigiu as obras Rio de Janeiro, capitale de l´Empire Portugais, 1808-1821 (Paris, 2010) e Rio de Janeiro, capital do Império Português, 1808-1821 (Lisboa, 2010). 
Membro da direção e coordenador da Área de Ciências Sociais e Humanas da Enciclopédia Açoriana (Universidade Católica Portuguesa). Coordenador da participação portuguesa nas versões espanhola e brasileira da Encarta. Enciclopédia multimídia da MICROSOFT.
Vogal do Conselho Científico da Comissão Nacional para as Comemorações dos Descobrimentos Portugueses (1988-2002). Representante da Ministério da Cultura de Portugal na Comissão Mista Luso-Brasileira nas comemorações do V Centenário do Achamento do Brasil (1996-2002). Representante do Ministério dos Negócios Estrangeiros na Comissão Nacional do 1º. Centenário da Morte de Eça de Queirós (2000-2001).
Comissário científico do projeto multimídia interativo As viagens dos portugueses: o Brasil, contributo da Biblioteca Nacional de Portugal para a "Bibliotheca Universalis". Documento  eletrónico publicado na Biblioteca Nacional Digital (2001). Comissário científico da seção Descobrimentos Marítimos Portugueses da exposição Lusa - A Matriz Portuguesa (Centro Cultural do Banco do Brasil, Rio de Janeiro, 2007). Comissário científico das exposições Tesouros Brasileiros e A América Portuguesa nas coleções da Biblioteca Nacional de Portugal e da Biblioteca da Ajuda( Lisboa, 2008). Comissário científico das exposições Padre Antônio Vieira: Quarto Centenário do Nascimento (1698-2008) e 250º aniversário da expulsão dos jesuítas de Portugal de que resultou a publicação dos livros Padre Antônio Vieira.  Bibliografia: 1998-2008(Lisboa, 2009) e A expulsão dos jesuítas dos Domínios Portugueses. 250º. aniversário: 1759-2009 (Lisboa, 2009).
Membro do conselho de redação da revista Mare Liberum (1989-2002).  Diretor de Camões. Revista de Letras e Culturas Lusófonas (1998-2002). Vogal da Equipe Editorial da IRIS. Informação, Memória e Tecnologia. Revista Eletrônica do Programa de Pós-Graduação de Ciências da Informação da Universidade Federal de Pernambuco (UFPER).
Académico de Mérito da Academia Portuguesa da História (Lisboa, 2014). Sócio correspondente do Instituto Histórico da Ilha Terceira (Angra do Heroísmo, 1988), do  Instituto Histórico e Geográfico Brasileiro (Rio de Janeiro, 1997), do Instituto Geográfico e Histórico da Bahia (Salvador, 2010),  do Instituto Arqueológico, Histórico e Geográfico Pernambucano (Recife, 2015) e do Instituto do Ceará (Fortaleza, 2017); Sócio honorário do Instituo Histórico e Geográfico Paraibano (João Pessoa, 2016); consultor do Museu Histórico Nacional (Rio de Janeiro), colaborador emérito do Serviço Geral de Documentação da Marinha do Brasil  (Rio de Janeiro).
Recebeu vários prêmios, designadamente do Grémio Literário de Lisboa (2011) e da Fundação Luso-Brasileira (Ciência e Cultura, 2011).                 
Agraciado com condecorações de diversos países (Brasil, França, Roménia, Marrocos e Togo), avultando as brasileiras (Grã-Cruz da Ordem de Rio Branco, comendador da Ordem do Cruzeiro do Sul e oficial da Ordem de Mérito Naval). Ordem do Mérito Infante D. Henrique da Casa de Portugal de São Paulo. Laurel de Gratidão do Real Gabinete Português de Leitura do Rio de Janeiro.